# Brimfield (Ohio)
Brimfield – jednostka osadnicza w Stanach Zjednoczonych, w stanie Ohio, w hrabstwie Portage.